# Chrysophyllum welwitschii
Chrysophyllum welwitschii – gatunek drzew należących do rodziny sączyńcowatych. Jest gatunkiem występującym w Afryce, w obszarze przybrzeżnym Zatoki Gwinejskiej.